# Суга, Тацудзи
Подполковник Суга Тацудзи (яп. 菅辰次 Suga Tatsuji, 22 сентября 1885 — 16 сентября 1945) — офицер японской императорской армии, начальник всех лагерей военнопленных и интернированных, расположенных на острове Борнео во время Второй мировой войны. Суга покончил с собой через пять дней после того, как попал в плен к австралийской армии в сентябре 1945 года.

## Биография
Тацудзи Суга родился в Хиросиме, второй сын в семье. Хотя семья исповедовала буддизм, его старший брат принял христианство, стал протестантским миссионером и основал церковь в Хиросиме. Подростком Суга был под сильным влиянием брата, играл на органе в церкви. Хадсон Саутуэлл, австралийский миссионер интернированный на остров Борнео, писал впоследствии: «В период моего пребывания в лагере полковник Суга часто присутствовал на церковных службах в женской секции, всегда сидел в задних рядах. Однажды он сказал Уинсом (жене Саутуэлла): „Я христианин“. Это было потрясающим признанием для японского офицера, тем более сделанном заключенной в военное время».
Тацудзи окончил академию японской императорской армии в Токио, в звании младший лейтенант. Примерно в это же время он женился на женщине по имени Теру; у них родились двое сыновей и четыре дочери. Суга был любящим отцом и создал все условия, чтобы все его дети учились в университете, в то время, когда только пять процентов японцев получали образование выше пятого или шестого класса школы. Он был прекрасным наездником и увлечённым практиком кэндо.
В конце Первой Мировой войны Суга служил в Сибири, Корее, Маньчжурии и в Китае. В 1924 году досрочно вышел в отставку в звании майора, решил стать преподавателем английского языка. С этой целью Тацудзи Суга отплыл в США, семья осталась в Японии и жила на его офицерскую пенсию.
Тацудзи окончил Вашингтонский университет в Сиэтле и стал сертифицированным преподавателем английского языка. Во время учёбы работал посудомойщиком, рыбаком. В 1924 году в рамках исследования Уильяма Карлсона Смита о межрасовых отношениях дал ему интервью, позже использованное Смитом в его книге Americans in the Making, опубликованой в 1939 году.
Суга преподавал английский язык в Японии, Корее, Китае и Маньчжурии. В 1937 году он был призван в действующую армию во время Второй японо-китайской войны. В октябре 1941 года у него был диагностирован диабет и Тацудзи Суга снова вышел в отставку. После японского нападения на Пёрл-Харбор Тацудзи добровольно предложил использовать своё знание языка в качестве начальника лагеря. Он был назначен начальником всех лагерей военнопленных и интернированных на Борнео.

## Борнео
Борнео был одним из островов, на котором японцы построили лагеря для военнопленных и интернированных, такие как Бату-Линтанг, Кучинг, Саравак, Джесселтон (позже Кота-Кинабалу), Сандакан и на острове Лабуан. Суга в основном служил в Бату Линтанг, но часто посещал и другие лагеря.
Агнес Ньютон Кейт, одна из женщин, интернированных в Бату Линтанг, так описала Тацудзи Сугу в своих дневниках Three Came Home:
Маленький японец, выпускник Вашингтонского университета, любитель искусств, ветеран Первой Мировой войны, бритоголовый военный; больной диабетом солдат любящий детей; маленький человек с большим мечом; религиозный дилетант, родился Синтоистом и принял христианство; герой и объект насмешек; японский патриот, начальник всех военнопленных и интернированных на Борнео.
Розмари Битти, австралийка, будучи маленьким ребёнком, была интернирована в Бату Линтанг, вспоминала проявления доброты ей и другим детям со стороны Тацудзи:
Я помню, как однажды полковник Суга выезжал через ворота на своей машине, мы успели выбежать в них и спрятаться. Суга погнался за нами и нашел. Он привел нас в свою резиденцию и угостил кофе, фруктами и показал журналы. Он даже дал нам конфеты, чтобы мы вернулись в лагерь.
Жестокость охранников в Бату-Линтанг возрастала, когда Суга был в отъезде. Интернированные гадали: оставил ли он инструкции так обращаться с ними, или же охрана воспользовалась его отсутствием.
Атомные бомбардировки Хиросимы 6 августа 1945 года и Нагасаки 9 августа приблизили конец войны. 15 августа 1945 года Япония объявила о своей безоговорочной капитуляции. 24 августа Суга официально объявил заключённым в Бату Линтанг, что Япония капитулировала. Суга выглядел сломленным человеком: он считал, что вся его семья погибла в результате взрыва в Хиросиме. На самом деле, его жена и четверо детей выжили.
11 сентября 1945 года на борту HMAS Kapunda Тацудзи Суга вместе со своим командиром генерал-майором Хиое Ямамура принял участие в церемонии официальной капитуляции японских войск в районе Кучинг. В тот же день Суга в лагере Бату-Линтанг официально сдался в плен бригадиру Томасу Эстику, командиру отряда в составе 9-й австралийской дивизии.
На следующий день Суга вместе с несколькими своими сотрудниками был доставлен на австралийскую базу на острове Лабуан, для предания суду как военные преступники. 16 сентября Суга покончил с собой. Оставшихся офицеров позже судили, признали виновными и казнили.
Саутуэлл писал:
Теперь, с окончанием войны, Тацудзи Сугу ждал военный трибунал. Его страна была разрушена, армия разбита, а семья потеряна. Традиции бусидо пустили глубокие корни в его сердце. Роковой день наступил 16 сентября, за неделю до 60-летия, традиционно семейного праздника. Полковник Тацудзи Суга полагал, что не осталось никого из близких. У него не было никакого желания праздновать этот день.

## Оценка
Как начальник лагерей для военнопленных и гражданских интернированных Суга был ответственен за многие злодеяния, которые имели место в этих лагерях, в том числе за Сандаканские марши смерти. Вполне вероятно, что если бы он не покончил с собой, Тацудзи также признали бы виновными в военных преступлениях и казнили.
Хотя Кейт восхищалась некоторыми из его личных качеств и знала, что он спас жизнь её мужа, который также был интернирован в лагерь, она писала: «Против этого, я помещаю тот факт, что все заключенные на Борнео были обречены на голодную смерть. Военнопленные и гражданские лица избивались, подвергались насилию и пыткам. Условия жизни в лагере были невыносимы». Кейт добавляла:
 В Сандакане и Ранау в Северном Борнео, партии по пятьдесят и шестьдесят заключённых отправлялись копать себе могилы, затем их расстреливали или закалывали штыками и сталкивали в могилы, многие были ещё живы. Во всем Борнео сотни и тысячи больных, слабых, уставших заключённых отправляли из лагеря в лагерь, пока они не падали от истощения, тогда их головы разбивали прикладами, лопатами и мечами, их оставляли гнить без погребения. В одном из маршей из 2790 военнопленных выжили трое… За это полковник Тацудзи Суга должен был быть привлечен к ответственности.
Другой интернированный в Бату-Линтанг, австралийский госслужащий Айван Кватермейн, сказал, что к тому времени, когда 9-я дивизия освободила лагерь, здоровье заключённых было настолько плохо, что они считали — им осталось только «три месяца жизни, всему лагерю. Мы были в очень плохом состоянии». После освобождения он и другие заключённые просили оружие у австралийских солдат, чтобы отомстить японскому персоналу, но им было отказано. Кватермейн считал, что Суга был бессилен в отношении действий японской тайной полиции, Кэмпэйтай.
В 1950 году по книге одной из интернированных Кейт был снят фильм, Тацудзи Сугу сыграл Sessue Hayakawa.